# El mañana es ayer (Star Trek: La serie original)
"El mañana es ayer" es el episodio 19 en ser transmitido y el 21 en ser producido de la primera temporada de Star Trek: la serie original. Fue transmitido por primera vez el 26 de enero de 1967, y repetido el 13 de julio de 1967, fue remasterizado en el año 2006 para la transmisión sindicada el 5 de mayo de 2007. El guion fue escrito por D.C. Fontana y dirigido por Michael O'Herlihy.
En la versión Bluray publicada el 28 de abril de 2009 por la Paramount, ASIN: B001TH16DS, CBS BluRay 14241, el título de este episodio en el audio en español es dado como El mañana es ayer, el mismo título.
Resumen: La tripulación de la nave estelar Enterprise viaja de regreso a la Tierra de 1969 y deben corregir el daño que causan a la línea del tiempo.

## Trama
En la fecha estelar 3113.2, la nave estelar USS Enterprise NCC-1701, bajo el mando del capitán James T. Kirk, es lanzada de regreso en el tiempo a la Tierra del año 1969 por los efectos de la alta gravedad de una estrella de neutrones (referida como una "estrella negra"). La Enterprise finaliza en una posición suborbital en la parte superior de la atmósfera de la Tierra, y la nave es detectada como un OVNI en un radar militar. 
La Base Aérea de Offutt en Omaha, Nebraska, envía un jet interceptor F-104 Starfighter pilotado por el capitán John Christopher (representado por Roger Perry), a identificar a la nave. El piloto no puede creer lo que está viendo cuando el alcanza a la extraña nave espacial flotando sobre él. Al piloto se le ordena detener a la Enterprise para que no escape antes de que lleguen refuerzos, y Kirk es forzado a tomar medidas defensivas. La nave emite un rayo tractor contra el avión y este lo destruye accidentalmente. Actuando rápidamente Kirk ordena que el piloto sea rescatado del condenado avión, y Christopher es teletransportado a bordo. 
Al principio Christopher queda confundido por el nuevo ambiente que lo rodea pero rápidamente es maravillado al saber lo que el futuro tiene que ofrecer. Él aprende cosas tales como que la Enterprise es uno de 12 naves estelares semejantes, y porque el computador comenzó a llamar a Kirk “querido”, habiendo sido mejorado en el planeta dominado por mujeres Cygnet XIV (quienes pensaron que el computador necesitaba una personalidad). 
Pero rápidamente surge el problema de que retornar al piloto del siglo XX a la Tierra, después de haber visto un poco del futuro, podría contaminar la línea del tiempo. La situación se complica al averiguar que un hijo aún no nacido del piloto, Sean Jeffrey Christopher, tiene un importante rol en el futuro de la Tierra (como piloto jefe de la histórica misión de exploración Tierra-Saturno). Kirk debe de alguna forma regresar al capitán Christopher a la Tierra sin ningún conocimiento de la Enterprise. 
Otro problema es que el capitán Christopher había tomado fotos de la Enterprise, las cuales podrían ser recuperados por la Fuerza Aérea, y también alterar la historia. El primer paso es robar las imágenes e informes de la aparición de la Enterprise de los registros de la base aérea. Kirk y el Sr. Sulu se transportan a la base para localizar los archivos del informe. Inmediatamente después de sacar las sensitivas cintas de datos, un policía de seguridad entra y saca su arma. Kirk y Sulu entregan sus armas y comunicadores al policía. 
Mientras, de regreso a bordo de la Enterprise, el Sr. Spock contacta al capitán para comprobar su progreso. Cuando el policía "responde" el comunicador, él accidentalmente activa la llamada de emergencia a la nave, y es transportado de inmediato a bordo de la Enterprise, congelado en estado de shock. El capitán llama a Spock y le dice "tenemos otro problema" con otro nativo secuestrado (accidentalmente esta vez) con él que tratar, ellos deciden confinarlo a la sala de transportadores para limitar su exposición a la tecnología del futuro. 
Kirk y Sulu continúan buscando la evidencia restante de su intrusión temporal. Sulu localiza exitosamente el resto de los archivos, pero ambos están a punto de ser descubiertos, para poder huir con los archivos Kirk crea una diversión para permitirle a Sulu regresar a la nave. Kirk después de una corta lucha es capturado y llevado al área de seguridad para interrogación. 
Spock, con la ayuda del capitán Christopher, se transporta a la instalación para rescatar al capitán Kirk. Ellos dominan a los guardias que retienen a Kirk y están listos para regresar a la nave, sólo para encontrar que Christopher ha obtenido un arma, con lo que él exige ser dejado atrás. Afortunadamente Spock había anticipado que él haría un intento semejante, se desliza detrás de él para aturdirlo con un pellizco vulcano, después de eso todos regresan a la nave. 
Spock y el Sr. Scott informa a Kirk que ellos tienen una idea para regresar al siglo 23 usando el efecto de honda gravitatorio en su camino hacia el Sol. La teoría es que el tiempo regresará a medida que la nave viaja hacia el pozo de gravedad de la estrella, entonces, cuando la nave se aleje, el tiempo correrá rápidamente hacia adelante nuevamente. Con una navegación precisa la teoría debería trabajar, sin embargo, el frenado es un problema, dado que un error pordría destruir la nave, o hacerles errar el período de tiempo al que desean llegar. 
La Enterprise parte para realizar la riesgosa técnica. A medida que el tiempo regresa, Kirk hace que el capitán Christopher se transportado a su avión caza en el instante en que él ve por primera vez a la Enterprise, de tal forma que él sólo logra ver un reflejo del "OVNI", y el resto del avistamiento es descartado así como el resto de la historia. El policía de seguridad es regresado en el momento adecuado también, justo antes de que él encuentre a Kirk y a Sulu. A continuación la Enterprise logra regresar exitosamente al siglo 23.

## Remasterización del aniversario de los 40 años
Este episodio fue remasterizado en el año 2006 y fue transmitido por primera vez el 5 de mayo de 2007 como una parte de la remasterización de los 40 años de la serie original. Fue precedido una semana antes por la versión remasterizada de "Una tajada" y seguida una semana más tarde por la versión remasterizada de "Tentativa de salvamento". Además de todas las animaciones por ordenador de la USS Enterprise que es lo normal en las revisiones, los cambios específicos en este episodio incluyen:
- Varios planos exteriores de la Enterprise, ya sea en la atmósfera de la tierra como orbitándola han sido mejorados con más detalle de las nubes y paisajes incluyendo la aparición de la Luna. De acuerdo a una entrevista con Michael Okuda, muchas de las imágenes de la Tierra fueron tomadas desde el Transbordador espacial y la Estación Espacial Internacional.[1]
- Algunos planos exteriores del F-104 fueron mejorados. Los planos de la Enterprise son vistos a través de la cabina del avión.
- Una toma de la pantalla de la Tierra en órbita baja muestran nubes y paisajes, en vez de una toma de órbita alta de Norteamérica.
- Una toma desde atrás mostrando como la Tierra retrocede con las nacelas Warp visibles a ambos lados.
- El cronómetro del puente ha sido cambiado a una lectura digital similar a la presentación mejorada mostrada en la versión remasterizada de "Horas desesperadas".
- La secuencia del "efecto de honda temporal" fue mejorada para parecerse más a la misma secuencia de la película Star Trek IV: misión: salvar la Tierra que muestra a la Enterprise viajando a alta velocidad hacia el Sol y rodeándolo. En un punto, la Enterprise pasa a través de una prominencia en la superficie del sol. La secuencia concluye con una tumultuosa secuencia de frenado y con la Enterprise finalmente deteniéndose en la fecha estelar correcta.

## Recepción
Zack Handlen de The A.V. Club calificó al episodio con una 'B-', describiendo las escenas ambientadas en el "tiempo actual" como "escritas decentemente [pero] bastante aburridas" pero destacando que los argumentos de Spock acerca de la presencia de la Enterprise como "bien pensados".

## Producción
El episodio fue concebido originalmente como la segunda parte a un episodio anterior, "Horas desesperadas)"; cuando el final de ese episodio fue revisado, "El mañana es ayer" fue retrabajado como un relato independiente.
El productor asociado Robert Justman inventó la idea original para el relato, y fue pasado a Dorothy Fontana para crear el guion. Justman no recibió ni un pago ni créditos por haberlo inventado, mientras que el agente de Roddenberry cobraba al estudio hasta US$3.000 por sus propios relatos y adaptaciones.